# Straßenradsport-Weltmeisterschaften 1954

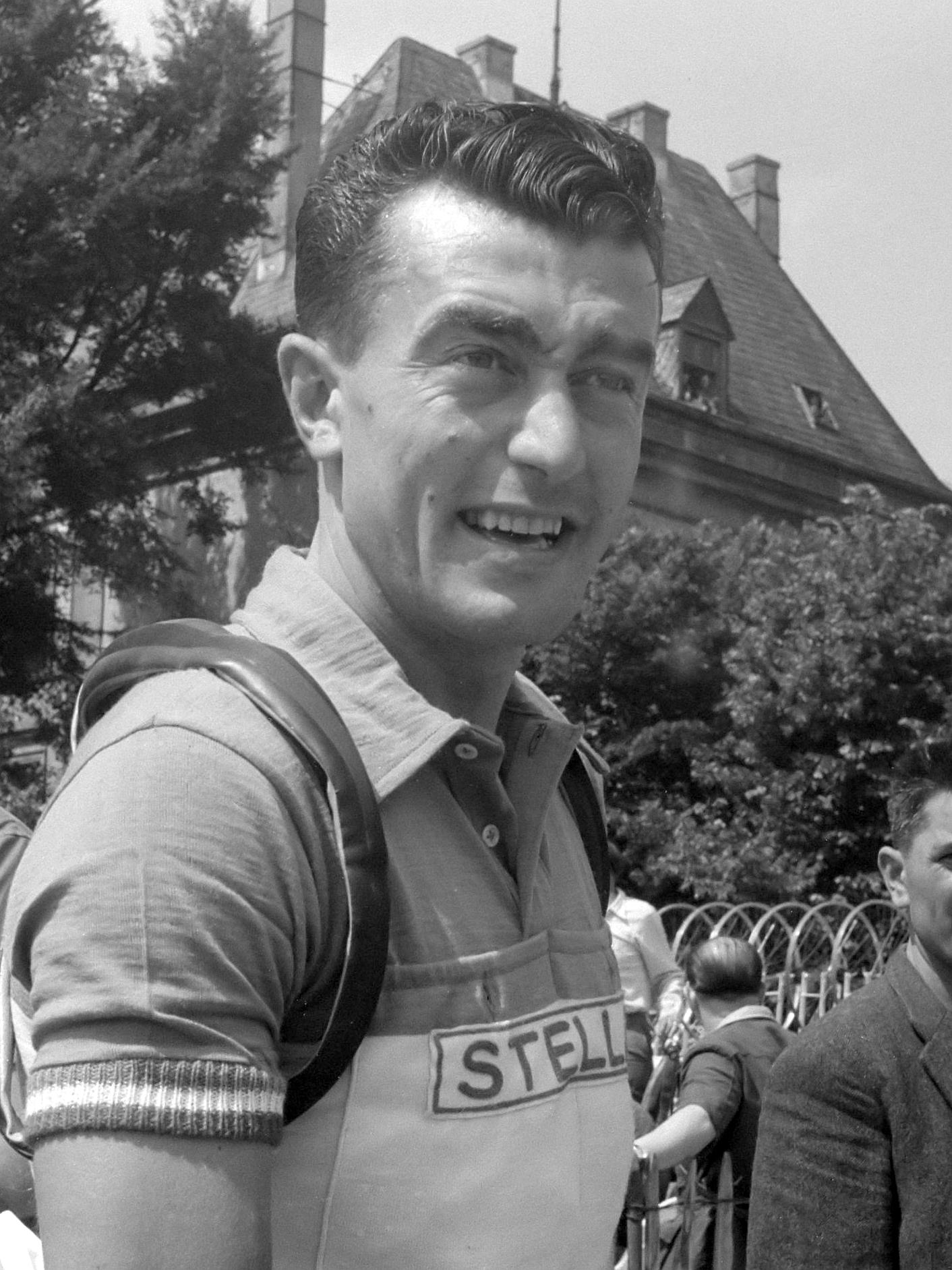
Profi-Weltmeister Louison Bobet aus Frankreich (hier 1951)

Die Straßenradsport-Weltmeisterschaften 1954 fanden am 21. und 22. August auf dem Klingenring in Solingen statt. Damit fanden neun Jahre nach dem Ende des Zweiten Weltkriegs und vier Jahre nach Wiederaufnahme des Bundes Deutscher Radfahrer in den Weltverband Union Cycliste Internationale wieder Radweltmeisterschaften in Deutschland statt. Zuletzt war 1934 in Leipzig eine Rad-WM auf deutschem Boden ausgerichtet worden. 

## Renngeschehen
Die Weltmeisterschaften der Berufsfahrer und der Amateure wurden auf dem 15 Kilometer langen Klingenring durchgeführt. Die rund um Solingen führende Strecke stellte mit ihren starken Steigungen und schwierigen Abfahrten hohe Anforderungen an die Fahrer. Widrige Wetterverhältnisse machten Fahrern und Zuschauern zu schaffen. 
Im Rennen der Profis gingen 71 Fahrer an den Start, die 16 Runden bzw. 240 Kilometer bei Dauerregen und Kälte zu bewältigen hatten. Der italienische Titelverteidiger Fausto Coppi fuhr bis zur 15. Runde in einer Spitzengruppe mit, fiel dann aber durch einen Sturz zurück. Dem Tour-de-France-Gewinner von 1954 Louison Bobet aus Frankreich und dem Schweizer Fritz Schär gelang es, sich aus der Gruppe zu lösen und allein dem Ziel entgegenzufahren. Bobet hatte zwar zu Beginn der letzten Runde noch einen Defekt, holte Schär aber wieder ein und nahm ihm am Ziel noch 15 Sekunden ab. Der 29-jährige Bobet war damit nach seinem Landsmann Georges Speicher der zweite Fahrer, der in einem Jahr die Tour de France und die Straßen-WM gewonnen hatte. Für seinen WM-Sieg benötigte Bobet eine Durchschnittsgeschwindigkeit von 32,9 km/h. Hinter den beiden Spitzenreitern war das nur noch 20-köpfige Fahrerfeld völlig zerrissen worden, in großen Abständen passierten die Fahrer einzeln den Zielstrich. Titelverteidiger Coppi wurde mit 3:38 Minuten Rückstand Sechster. Von acht deutschen Fahrern konnten nur zwei das Rennen beenden: Franz Reitz und Günther Pankoke kamen als Vorletzter und Letzter Hand in Hand ins Ziel gerollt, mit knapp 24 Minuten Rückstand auf den Sieger.
Bei den Amateuren starteten 125 Aktive, von denen 51 das 150 Kilometer lange Rennen beendeten. Mit einem Stundenmittel von 34,25 km/h siegte der 22-jährige Belgier Emiel Van Cauter mit über einer Minute Vorsprung vor seinen Verfolgern. Erstmals beteiligte sich der Radsport-Verband aus der DDR an der Weltmeisterschaft. Der Leipziger Gustav-Adolf Schur wurde als Sechster bester Deutscher. Von den Aktiven des Bundes Deutscher Radfahrer belegte Hennes Junkermann als Bester den 10. Platz. 

## Resultate
| Platz | Athlet           | Land | Zeit        |
| ----- | ---------------- | ---- | ----------- |
| 1     | Louison Bobet    | FRA  | 7:24:36 h   |
| 2     | Fritz Schär      | SUI  | + 0:12 min  |
| 3     | Charly Gaul      | LUX  | + 2:12 min  |
| 4     | Michele Gismondi | ITA  | + 3:03 min  |
| 5     | Jacques Anquetil | FRA  | + 3:03 min  |
| 6     | Fausto Coppi     | ITA  | + 3:20 min  |
| 7     | Robert Varnajo   | FRA  | + 7:35 min  |
| 8     | Jean Forestier   | FRA  | + 11:03 min |
| 9     | Fred De Bruyne   | BEL  | + 11:03 min |
| 10    | Pasquale Fornara | ITA  | + 11:03 min |
| 11    | Andrea Carrea    | ITA  | + 11:03 min |
| 12    | Francisco Alomar | ESP  | + 11:03 min |
| 13    | Francisco Masip  | ESP  | + 11:03 min |
| 14    | Jean Robic       | FRA  | + 11:03 min |
| 15    | Hein Van Breenen | NED  | + 16:17 min |
| 16    | Jan Zagers       | BEL  | + 17:40 min |
| 17    | Roger Decock     | BEL  | + 18:00 min |
| 18    | Marcel Huber     | SUI  | + 19:00 min |
| 19    | Bernardo Ruiz    | ESP  | + 19:40 min |
| 20    | Henk Steevens    | NED  | + 21:10 min |
| 21    | Franz Reitz      | GER  | + 23:41 min |
| 22    | Günther Pankoke  | GER  | + 23:41 min |

| Platz | Athlet               | Land | Zeit       |
| ----- | -------------------- | ---- | ---------- |
| 1     | Emiel Van Cauter     | BEL  | 4:22:45 h  |
| 2     | Hans Andresen        | DEN  | + 1:20 min |
| 3     | Martin van der Borgh | NED  | + 1:45 min |
| 4     | André Le Dissez      | FRA  | + 1:55 min |
| 5     | Nicolas Barone       | FRA  | + 2:05 min |
| 6     | Gustav-Adolf Schur   | GDR  | + 2:30 min |
| 7     | Cleto Maule          | ITA  | + 2:30 min |
| 8     | Nello Fabbri         | ITA  | + 2:30 min |
| 9     | Flor Van Der Weijden | NED  | + 2:30 min |
| 10    | Hennes Junkermann    | GER  | + 2:30 min |
| 11    | Guido Boni           | ITA  | + 2:30 min |
| 12    | Michel Vermeulin     | FRA  | + 2:30 min |
| 13    | Aldo Moser           | ITA  | + 2:30 min |
| 14    | Louis Proost         | BEL  | + 2:30 min |
| 15    | Willy Hutmacher      | SUI  | + 2:30 min |
| 16    | Miroslav Málek       | TCH  | + 2:30 min |
| 17    | Martin Neumann       | GER  | + 2:30 min |
| 18    | Helge Hansen         | DEN  | + 2:30 min |
| 19    | Gotthard Weber       | GDR  | + 2:30 min |
| 20    | Karel Nesl           | TCH  | + 2:30 min |
| 0 …   |                      |      |            |
| 28    | Horst Tüller         | GDR  | + 2:30 min |
| 39    | Günther Debusmann    | GER  | + 2:30 min |
| 40    | Walter Becker        | GER  | + 2:30 min |
| 43    | Paul Maue            | GER  | + 2:30 min |
| 49    | Bernhard Trefflich   | GDR  | + 2:30 min |